# Faele
Faele, pseudonimo di Raffaele Sposìto (Palermo, 7 gennaio 1922 – Zagarolo, 19 aprile 1981), è stato un drammaturgo, autore televisivo, paroliere e sceneggiatore italiano.

## Biografia
Conosciuto come autore di testi per il teatro di rivista, era fratello dell'attore e doppiatore Carletto Sposito.
È scomparso nel 1981 all'età di 59 anni a seguito di un'emorragia causata dall'ulcera.

### Il teatro e la televisione
Attivo per oltre un trentennio in teatro e televisione, ha collaborato spesso con altri autori (fra gli altri, Antonio Amurri soprattutto, per spettacoli televisivi destinati al Quartetto Cetra; ma anche con Torti, Guido Castaldo, Castiglione, Romano, con il quale ultimo scrisse la commedia brillante in tre atti Fumo negli occhi), scrivendo testi - alcuni dei quali destinati non solo alla rivista teatrale ma anche alla radio - per attori come:
- Renato Rascel;
- Nino Manfredi con Paolo Ferrari, e le sorelle Diana, Lisetta e Pinuccia Nava - (in Tre per tre... Nava, del 1953, spettacolo scritto con Mario Ferretti, Carlo Silva, Italo Terzoli);
- Raffaele Pisu, Franca Rame e Antonella Steni (spettacolo Tre e simpatia, firmato con Amurri e Bernardino Zapponi);
- Marisa Del Frate, Gino Bramieri, Raffaele Pisu (questi ultimi tre impegnati nella stagione 1964-1965 in Italiani si nasce);
- Macario (per Non sparate al reverendo, con Raffaella Carrà, 1967).

Con Marcello Ciorciolini scrisse nel 1958, per la regia di Riccardo Mantoni, Gran Gala, rivista che aveva come star Delia Scala e Carlo Dapporto.
Quando la Rai agli albori degli anni sessanta iniziò a produrre trasmissioni di intrattenimento di rilievo egli firmò spettacoli di successo come Il signore delle 21 (1961), Canzonissima (edizione 1960-1961), Cantatutto (1963), Il paese della musica (1965).

### L'attività di paroliere
Come autore di canzoni ha scritto con Amurri il testo di Due note, canzone musicata da Bruno Canfora ed eseguita da Mina per il singolo Due note/Uno spicchio di luna. Il brano è stato poi inciso in duo da Mina con Rita Pavone come sigla di chiusura di una trasmissione televisiva (è incluso nella compilation Signori... Mina! vol. 4). La canzone è stata inserita anche nella colonna sonora del film del 1962 di Luciano Salce La voglia matta, con Catherine Spaak.

## Filmografia

### Sceneggiatore
- La cintura di castità, regia di Camillo Mastrocinque (1949)
- Napoleone (1951)
- Io sono la primula rossa (1955)
- La voglia matta (1962) – colonna sonora, canzone Due note
- La donna degli altri è sempre più bella, episodio La dirittura morale (1963)
- Il brigadiere Pasquale Zagaria ama la mamma e la polizia (1973)

## Spettacoli radiofonici Rai
- Invenzioni e scoperte, spettacolo di rivista di Fiorenzo Fiorentini, Costa e Faele, regia di Riccardo Mantoni, trasmessa il 10 gennaio 1950.
- Rosso e nero n° 2, varietà di Antonio Amurri, Faele, Ricci e Romano, presentano Nino Manfredi, Paolo Ferrari e Gianni Bonagura, regia di Riccardo Mantoni (in onda nel 1955-1956)
- Gran varietà, regia di Federico Sanguigni (seconda edizione, trasmessa nel 1966)